# Liste der Biografien/Dis
Liste der Biografien |
Portal Biografien |
Personensuche
# |
A |
B |
C |
D |
E |
F |
G |
H |
I |
J |
K |
L |
M |
N |
O |
P |
Q |
R |
S |
T |
U |
V |
W |
X |
Y |
Z |
?
 
Da |
Db |
Dc |
Dd |
De |
Dg |
Dh |
Di |
Dj |
Dk |
Dl |
Dm |
Dn |
Do |
Dq |
Dr |
Ds |
Du |
Dv |
Dw |
Dy |
Dz
 
Dia |
Dib |
Dic |
Did |
Die |
Dif |
Dig |
Dih |
Dij |
Dik |
Dil |
Dim |
Din |
Dio |
Dip |
Diq |
Dir |
Dis |
Dit |
Diu |
Div |
Diw |
Dix |
Diy |
Diz
Die Liste der Biografien führt alle Personen auf, die in der deutschsprachigen Wikipedia einen Artikel haben. Dieses ist eine Teilliste mit 188 Einträgen von Personen, deren Namen mit den Buchstaben „Dis“ beginnt.

## Dis
- Dis, Adriaan van (* 1946), niederländischer Schriftsteller
- Dis, Leendert van (* 1944), niederländischer Ruderer

### Disa
- DiSalle, Mark, US-amerikanischer Drehbuchautor, Regisseur, Produzent und Schauspieler
- DiSalle, Michael (1908–1981), US-amerikanischer Politiker
- DiSalvatore, Jon (* 1981), US-amerikanischer Eishockeyspieler
- DiSanti, John (* 1938), US-amerikanischer Schauspieler
- Disaro, Akira Silvano (* 1996), japanischer Fußballspieler
- Disarstar (* 1994), deutscher Rapper
- Disasi, Axel (* 1998), französischer FußballspielerAxel Disasi (* 1998)

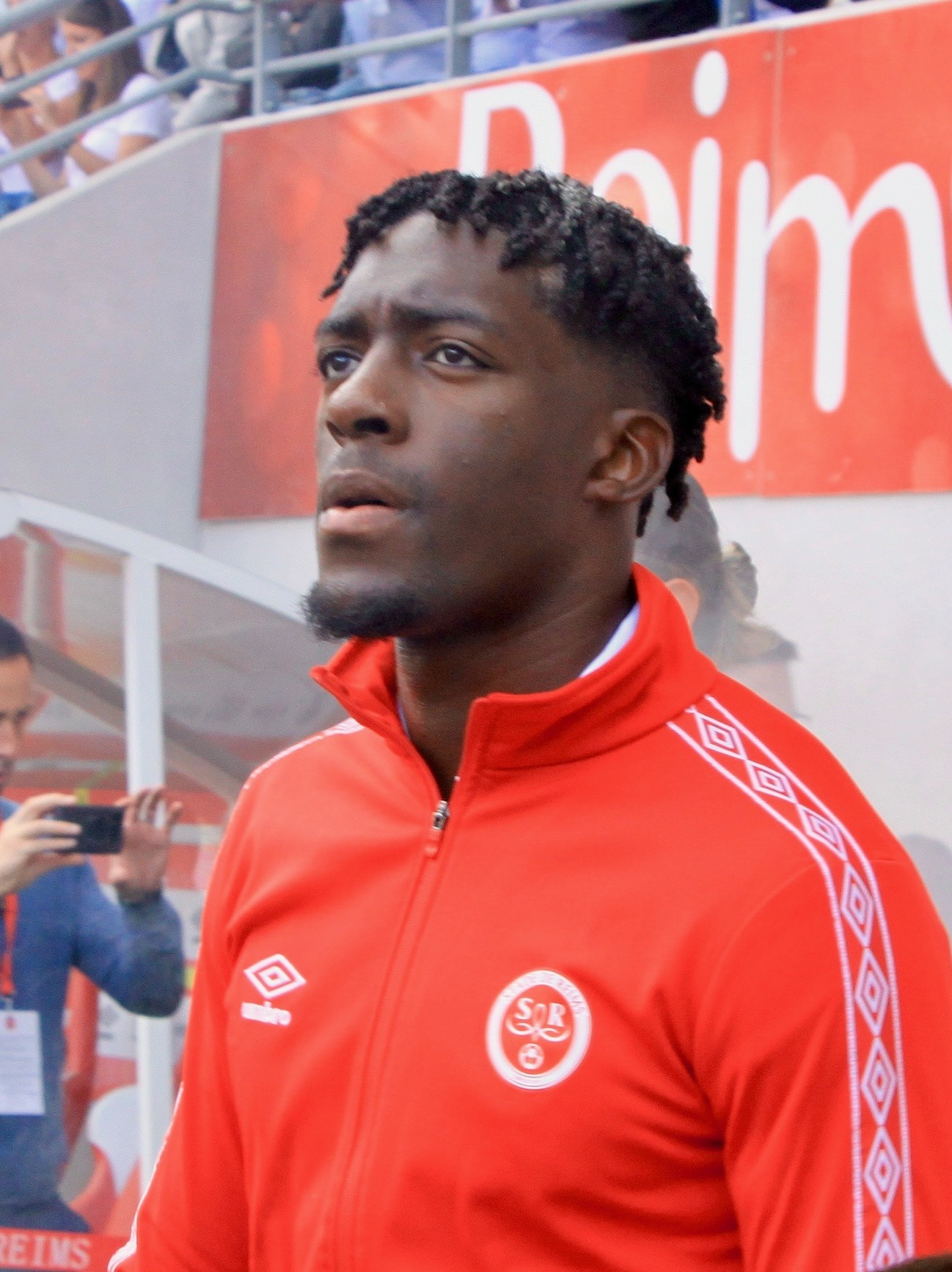
Axel Disasi (* 1998)

- Disaucus, antiker römischer Toreut

### Disb
- Disbrow, Lisa, amerikanische Beamte, Secretary of the Air Force
- Disbrow, Louis (1876–1939), US-amerikanischer Autorennfahrer

### Disc
- Discant, Anton Carl (1801–1874), deutscher Sänger
- Discant, Mack (1916–1961), US-amerikanischer Songwriter
- Discart, Jean (1855–1944), französischer Maler des Orientalismus
- Discepoli, Giovanni Battista (1590–1654), Schweizer Maler der Renaissance
- Discépolo, Armando (1887–1971), argentinischer Autor
- Discépolo, Enrique Santos (1901–1951), argentinischer Komponist
- Disch, Dan (* 1959), US-amerikanischer American-Football-Trainer
- Disch, Hubert Anton (1821–1891), deutscher Kaufmann, Reeder und Industrieller
- Disch, Richard (1887–1949), deutscher Kommunalpolitiker und Jurist
- Disch, Rolf (* 1944), deutscher Architekt
- Disch, Sabrina (* 1981), deutsche Chemikerin
- Disch, Steffen (1972–2025), deutscher Sterne- und Fernsehkoch
- Disch, Thomas M. (1940–2008), US-amerikanischer Science-Fiction-Autor
- Dische, Irene (* 1952), deutschsprachige SchriftstellerinIrene Dische (* 1952)

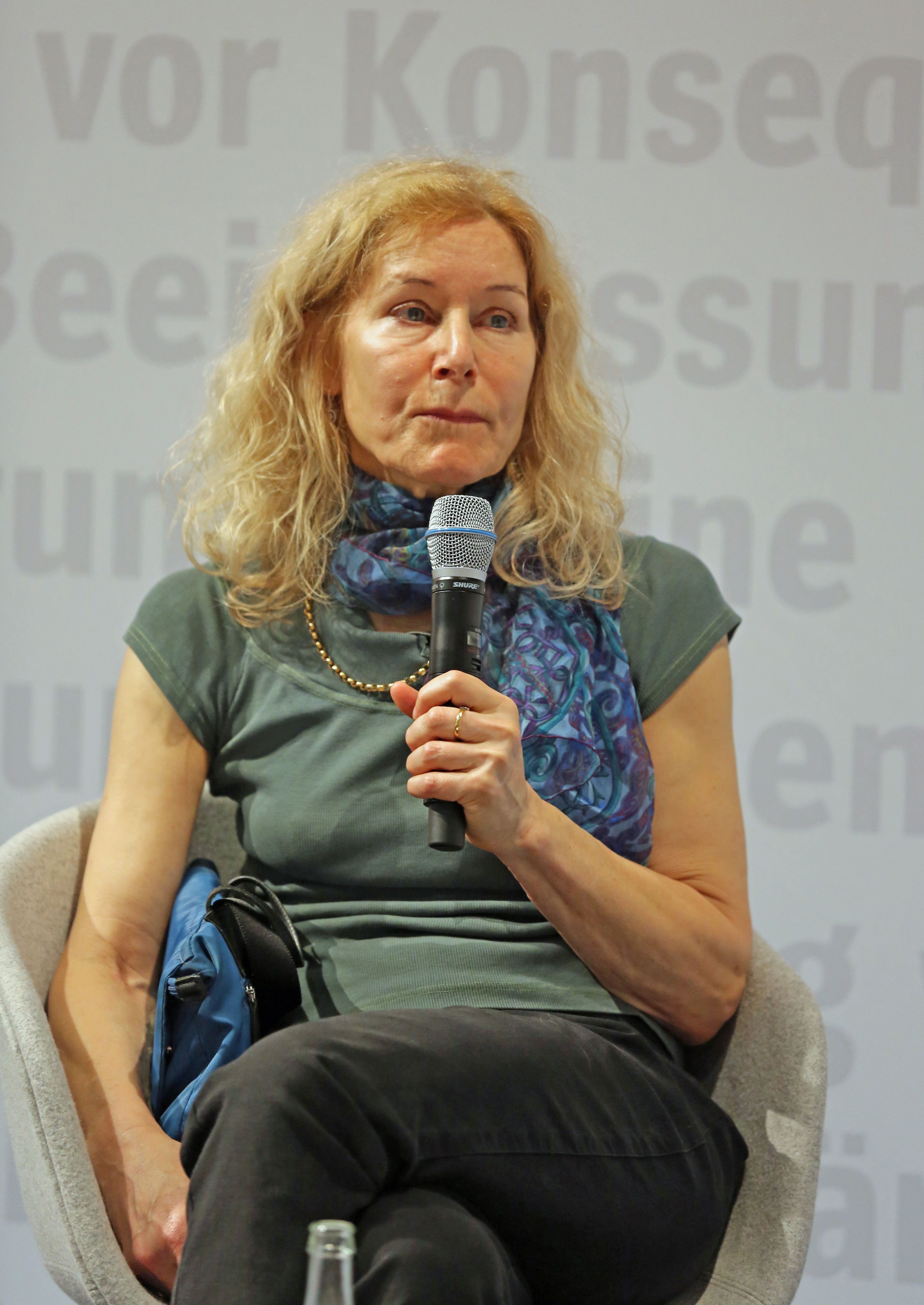
Irene Dische (* 1952)

- Dische, Zacharias (1895–1988), österreichisch-US-amerikanischer Biochemiker
- Dische-Becker, Emily (* 1983), deutsche Journalistin, Autorin und Übersetzerin
- Discher, Camillo Fritz (1884–1976), österreichischer Architekt
- Discher, Etang (1906–1991), philippinische Schauspielerin
- Discher, Fritz (1880–1983), deutscher Maler
- Discher, Günther (1925–2012), deutscher DJ und Aktivist der Swing-Jugend
- Discher, Raimund (1923–1968), deutscher Mediziner
- Dischereit, Esther (* 1952), deutsche SchriftstellerinEsther Dischereit (* 1952)

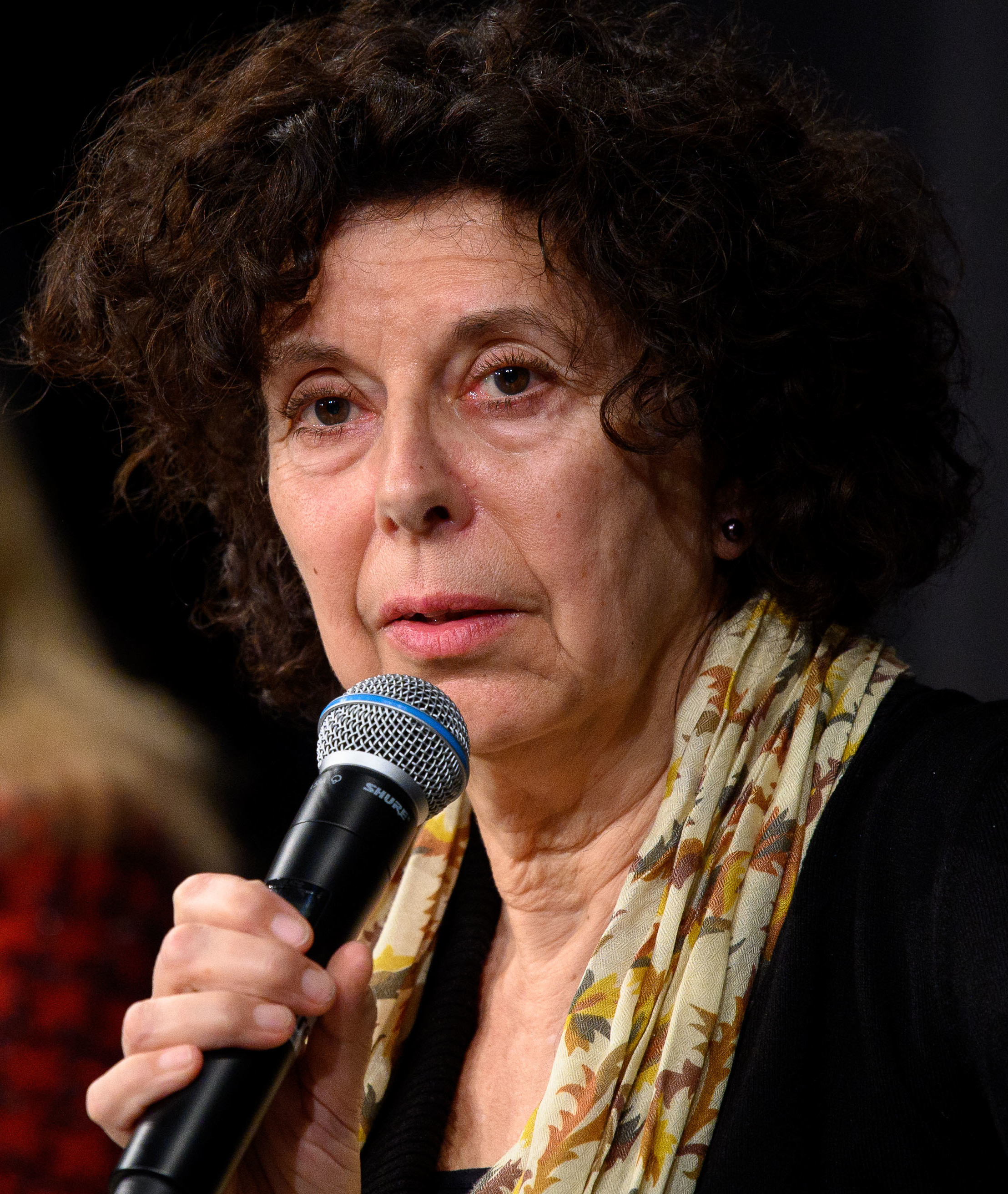
Esther Dischereit (* 1952)

- Dischinger, Eduardo (* 1992), brasilianischer Tennisspieler
- Dischinger, Franz (1887–1953), deutscher Bauingenieur und Hochschullehrer
- Dischinger, Gabriele (* 1944), deutsche Kunsthistorikerin
- Dischinger, Hermann (1944–2020), deutscher Mundartautor und -dichter
- Dischinger, Rudolf (1904–1988), deutscher Maler
- Dischinger, Stefanie (* 1981), deutsche Schauspielerin und Synchronsprecherin
- Dischkoff, Nikola (1938–2013), deutscher Architekt, Städteplaner und Karikaturist
- Dischler, Hermann (1866–1935), deutscher Maler
- Dischler, Matthias (* 1956), deutscher Basketballfunktionär
- Dischner, Gisela (* 1939), deutsche Literaturwissenschaftlerin und Schriftstellerin
- Dischner, Josef (1872–1949), deutscher Schauspieler, Theaterregisseur und Intendant
- Disco Bee, österreichische Popsängerin
- Disco D (1980–2007), US-amerikanischer Musikproduzent
- Discop, Street-Art-Künstler aus Deutschland

### Disd
- Disdéri, André Adolphe-Eugène (1819–1889), französischer Fotograf und Erfinder
- Disdorn, Hannspeter (1934–2017), deutscher Diplomat

### Dise
- Diseviscourt, Ralph (* 1976), luxemburgischer Extremsportler

### Disf
- Disfarmer, Mike († 1959), US-amerikanischer Fotograf

### Dish
- Disher, Catherine (* 1960), kanadische Schauspielerin und Synchronsprecherin
- Disher, Garry (* 1949), australischer Schriftsteller
- Dishnica, Ymer (1912–1998), albanischer kommunistischer Politiker
- Dishoeck, Ewine van (* 1955), niederländische Astronomin und Chemikerin
- Dishoeck, Pieta van (* 1972), niederländische Ruderin
- Dishy, Bob (* 1934), US-amerikanischer Schauspieler

### Disi
- Disi, Dieudonné (* 1980), ruandischer Langstreckenläufer
- Disibod (619–700), irischer Mönch und Einsiedler
- Disick, Scott (* 1983), US-amerikanischer Reality-TV-Teilnehmer und UnternehmerScott Disick (* 1983)

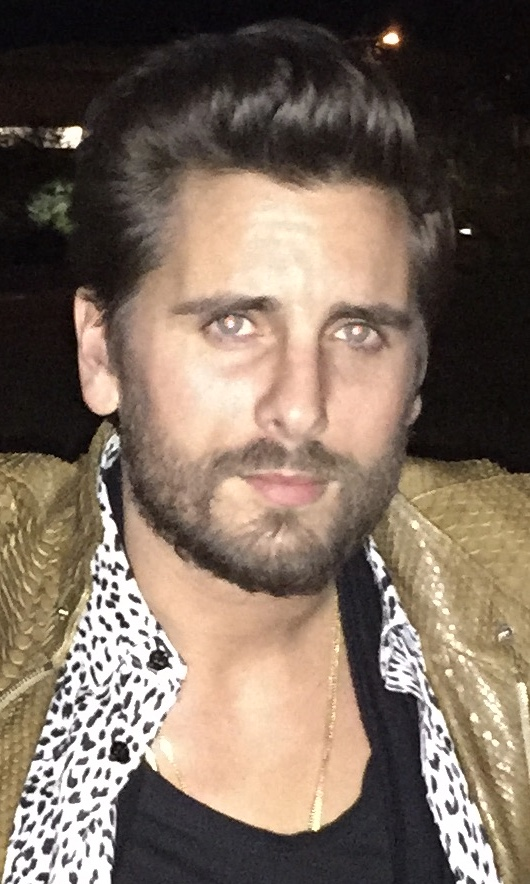
Scott Disick (* 1983)

- Disiz (* 1978), französischer Rapper

### Disk
- Diskant, George E. (1907–1965), US-amerikanischer Kameramann
- Diskerud, Mix (* 1990), norwegisch-US-amerikanischer Fußballspieler
- Diskeuve, Suzanne, belgischer Eiskunstläufer
- Diskin, Juval (* 1956), israelischer Chef des Inlandsgeheimdienstes Schin Bet

### Disl
- Disl, Uschi (* 1970), deutsche BiathletinUschi Disl (* 1970)

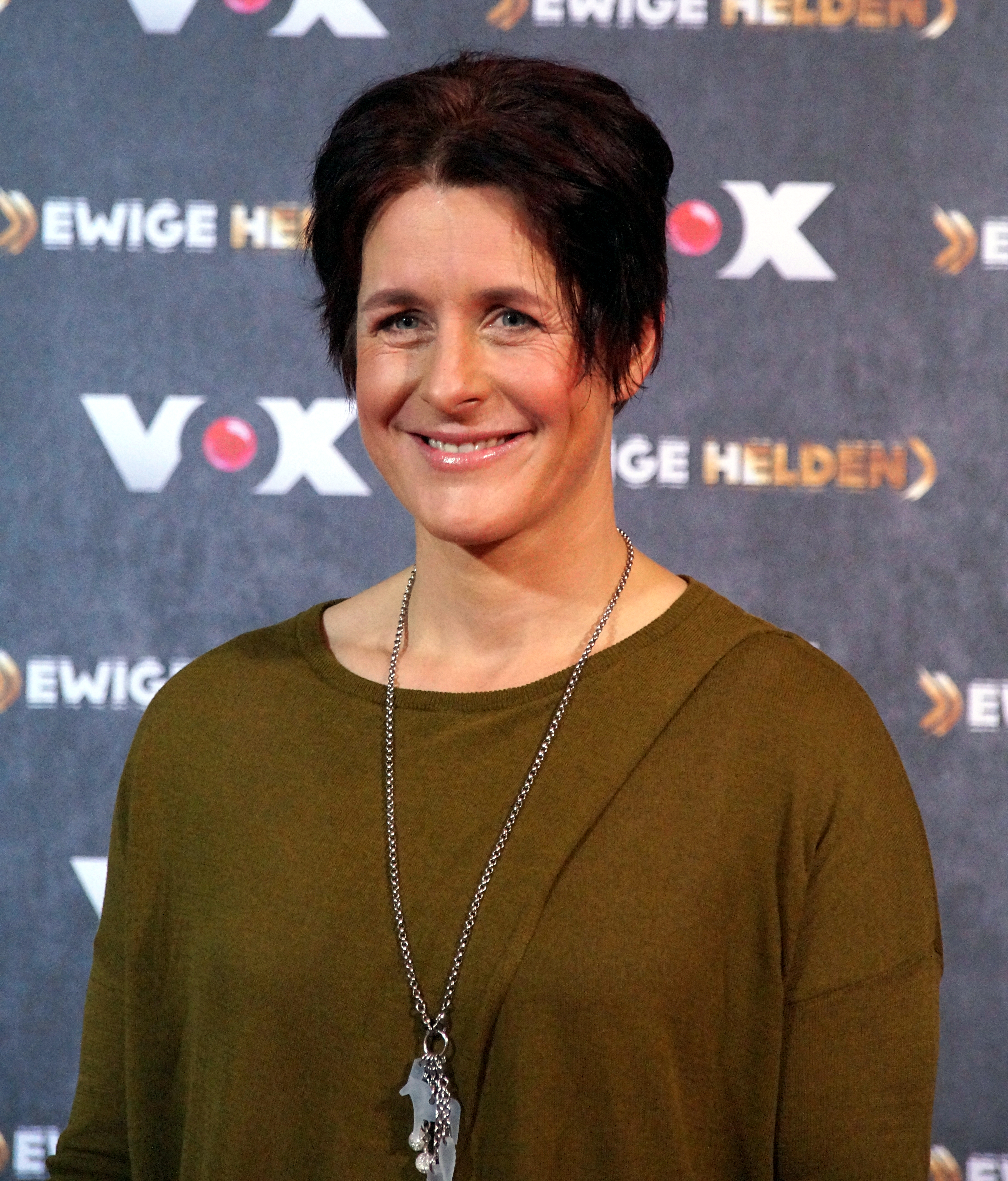
Uschi Disl (* 1970)

- Dislam, Wiam (* 1987), marokkanische Taekwondoin
- Disler, Martin (1949–1996), Schweizer Maler, Bildhauer und Schriftsteller
- Disley, Diz (1931–2010), kanadischer Jazzgitarrist und Cartoonist
- Disley, John (1928–2016), britischer Leichtathlet
- Dişli, Elvan (* 1987), türkische Schauspielerin
- Dişli, Selin (* 1998), türkische Fußballspielerin
- Dišljenković, Vladimir (* 1981), ukrainischer Fußballtorhüter

### Dism
- Dismas, mit Jesus gekreuzigter Räuber
- Dismore, Mark (* 1956), US-amerikanischer Autorennfahrer
- Dismorr, Jessica (1885–1939), britische Malerin des Vortizismus
- Dismukes, William C. (1850–1903), US-amerikanischer Politiker

### Disn
- Disney Miller, Diane (1933–2013), US-amerikanische Mäzenin
- Disney, Abigail (* 1960), US-amerikanische Dokumentarfilmerin, Philanthropin und Sozialaktivistin
- Disney, Bill (1932–2009), US-amerikanischer Eisschnellläufer
- Disney, David T. (1803–1857), US-amerikanischer Politiker (Demokratische Partei)
- Disney, Jack (1930–2024), US-amerikanischer Radrennfahrer
- Disney, Lillian (1899–1997), US-amerikanische Philanthropin, Ehefrau von Walt Disney
- Disney, Melissa (* 1970), US-amerikanische Schauspielerin, Synchronsprecherin, Sängerin, Songwriterin, Schriftstellerin und Filmproduzentin
- Disney, Roy E. (1930–2009), US-amerikanischer Unternehmer, Neffe des Gründers der Walt Disney Company, Walt Disney
- Disney, Roy O. (1893–1971), US-amerikanischer Filmunternehmer
- Disney, Walt (1901–1966), US-amerikanischer Trickfilm-Produzent und Erfinder von Micky Maus und CoWalt Disney (1901–1966)

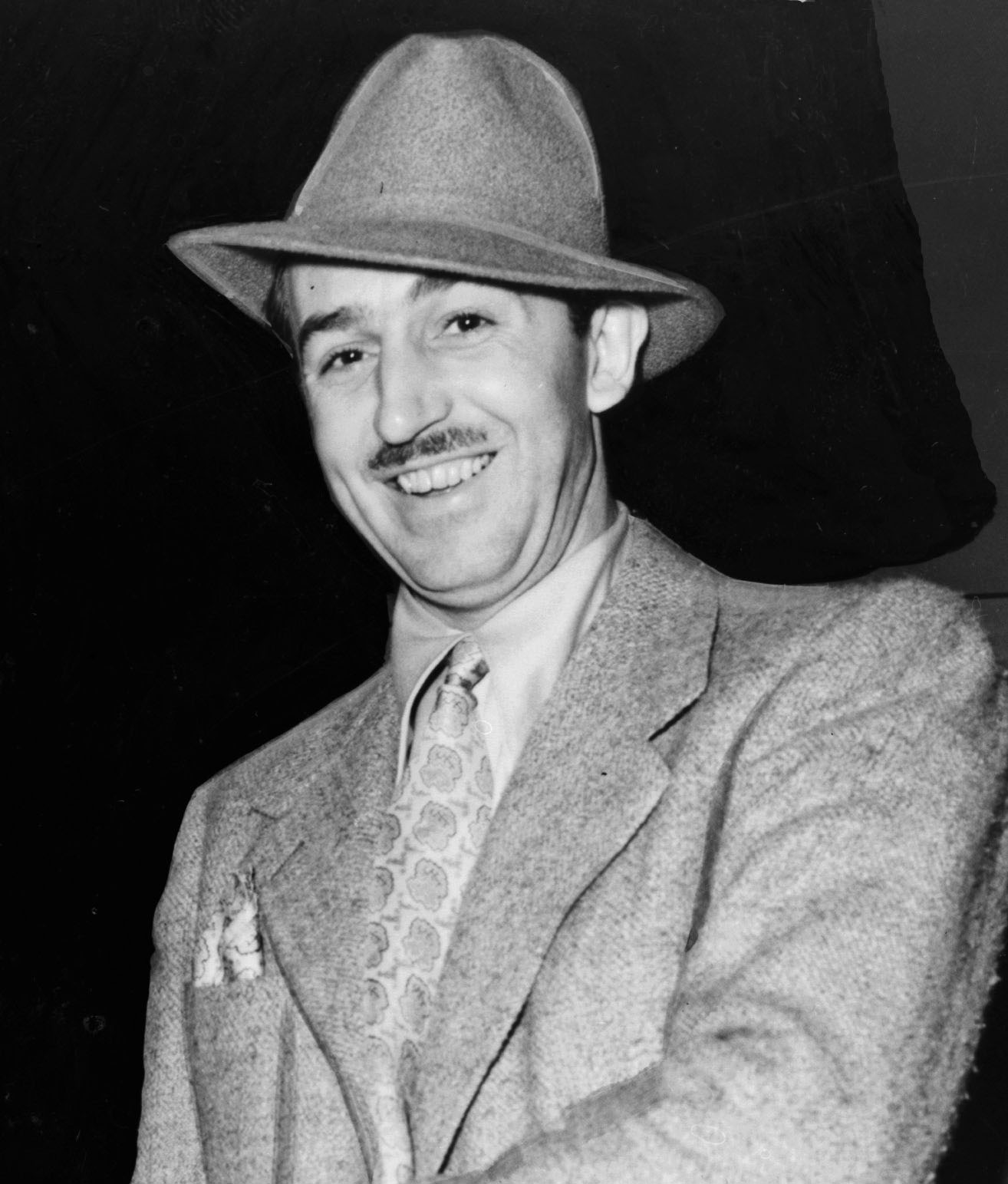
Walt Disney (1901–1966)

- Disney, Wesley E. (1883–1961), US-amerikanischer Politiker

### Diso
- Diso, Fabio (* 1990), deutscher Schauspieler und Musicaldarsteller
- Disoski, Meri (* 1982), österreichische Politikerin (Grüne), Abgeordnete zum Nationalrat
- Disosway, Gabriel P. (1910–2001), US-amerikanischer Offizier, Generalmajor der US-Army

### Disp
- Dispecker, Benjamin († 1828), deutscher Rabbiner
- Dispenza, Joe (* 1962), US-amerikanischer Chiropraktiker, Autor und Redner
- DiSpigna, Tony (* 1943), italienisch-US-amerikanischer Schriftdesigner und Typograf

### Disr
- Disraeli, Benjamin (1804–1881), britischer Politiker, Mitglied des House of Commons und Premierminister und RomanschriftstellerBenjamin Disraeli (1804–1881)

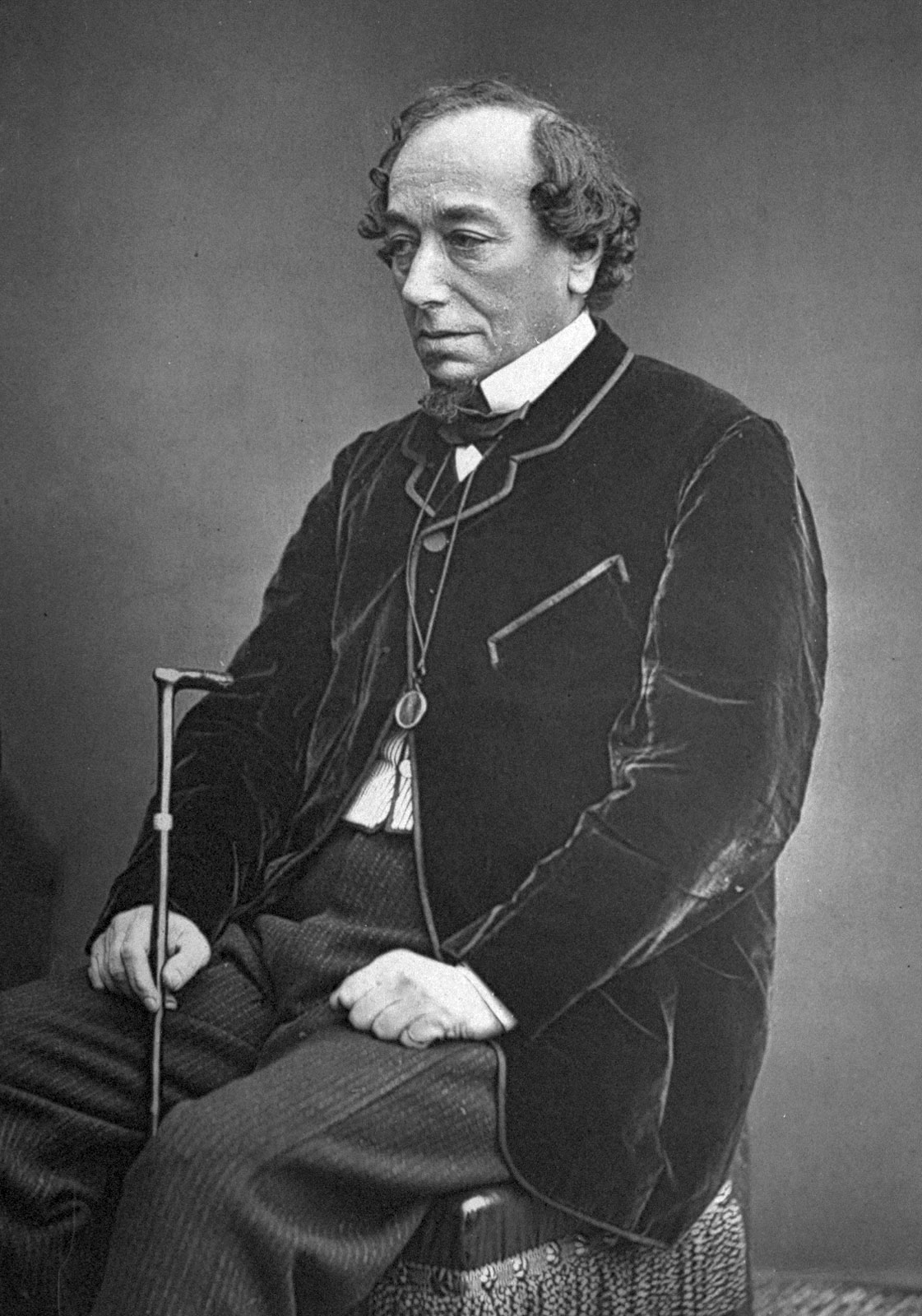
Benjamin Disraeli (1804–1881)

- D’Israeli, Isaak (1766–1848), englischer Schriftsteller und Literaturhistoriker
- Disraeli, Mary Anne (1792–1872), britische Peeress und Persönlichkeit des öffentlichen Lebens
- Disraeli, Robert (1905–1987), US-amerikanischer Fotograf

### Diss
- Dissanayake, Anura Kumara (* 1968), sri-lankischer Politiker
- Dissanayake, Kaushalya, sri-lankische Badmintonspielerin
- Dissard, Marianne (* 1969), französisch-amerikanische Songwriterin und Chansonsängerin
- Dissard, Marie Louise (1881–1957), Mitglied der Résistance, half alliierten Soldaten bei der Flucht nach England
- Dissaux, Albertin (1914–2002), belgischer Radrennfahrer
- Disse, Gustav (1933–2020), deutscher Marathonläufer
- Disse, Iris (* 1956), deutsche Theatermacherin, Schauspielerin und Featureautorin
- Disse, Jörg Peter (* 1959), deutscher Philosoph und katholischer Theologe
- Disse, Joseph (1852–1912), deutscher Anatom und Histologe
- Disse, Markus (* 1963), deutscher Hydrologe
- Disse, Rainer (1928–2008), deutscher Architekt
- Disse, Werner (1881–1962), Kommunalbeamter, Bürgermeister in Hürth und kurzfristig Landrat des Kreises Köln
- Dissel, Henk (* 1991), niederländischer Sänger
- Dissel, Karl (1857–1923), deutscher Philologe und Gymnasiallehrer
- Dissel, Rainer (* 1953), deutscher Maler, Zeichner und Objektkünstler
- Dissel, Renate (1943–2012), deutsche Schauspielerin
- Dissel, Werner (1912–2003), deutscher Schauspieler, Regisseur und Hörspielsprecher
- Disselbeck, Wilhelm (1914–2001), deutscher Allgemeinarzt und ärztlicher Standespolitiker
- Disselhoff, Anna (* 1976), deutsche Handballspielerin
- Disselhoff, August (1829–1903), deutscher evangelischer Pfarrer und Dichter
- Disselhoff, Hans-Dietrich (1899–1975), deutscher Altamerikanist und Ethnologe
- Disselhoff, Julius (1827–1896), lutherischer Pfarrer, Direktor der Kaiserswerther Diakonissenanstalt und Autor
- Disselhoff, Paul (* 1861), deutscher Bildhauer
- Disselhorst, Rudolf (1854–1930), deutscher Arzt, Tierarzt und Universitätsprofessor
- Disselkamp, Sascha (* 1964), deutscher Club-Betreiber, Gastronom und ehemaliger Schauspieler
- Disselnkötter, Anna (1904–2006), deutsche Fürsorgerin und Trägerin der Auszeichnung Gerechte unter den Völkern
- Disselnkötter, Walther (1903–2000), deutscher Pfarrer und Träger der Auszeichnung Gerechter unter den Völkern
- Dissemond, Joachim (* 1968), deutscher Dermatologe und Buchautor
- Dissemond, Paul (1920–2006), katholischer Priester und Generalsekretär der Berliner Bischofskonferenz
- Dissen, August (1875–1933), Bürgermeister von Warburg
- Dissen, Georg Ludolf (1784–1837), deutscher klassischer Philologe
- Dissertori, Günther (* 1969), italienischer Physiker (Südtirol)
- Dissing, Heino (1912–1990), dänischer Radrennfahrer
- Dissinger, Christian (* 1991), deutscher HandballspielerChristian Dissinger (* 1991)

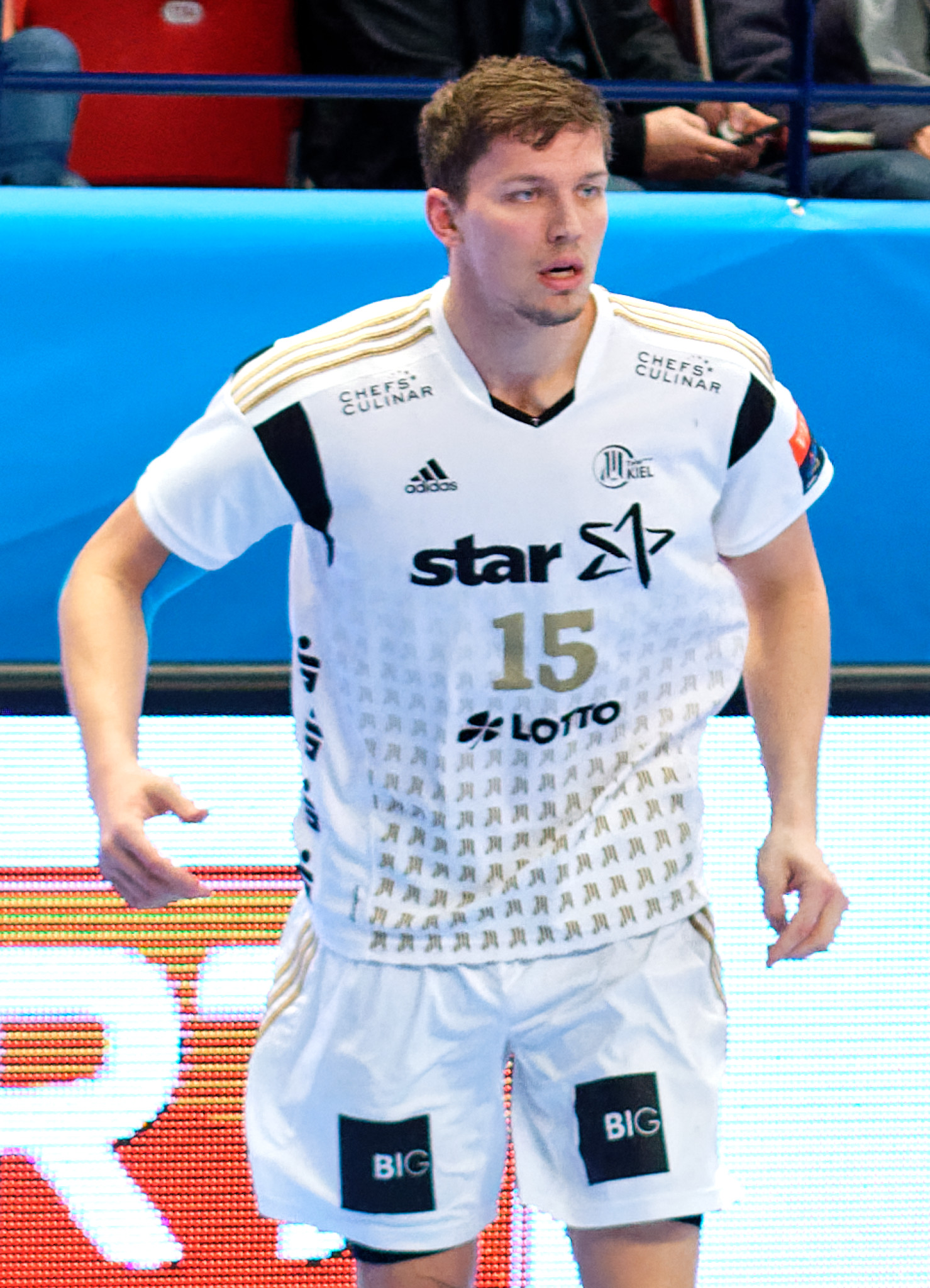
Christian Dissinger (* 1991)

- Dissinger, Paul (1877–1964), deutscher Politiker (Zentrum, CDU), MdL
- Dissinger, Richard (1892–1959), deutscher Unternehmer und Politiker
- Dişsiz, Çağrı (* 1997), türkischer Fußballspieler
- Dißmann, Bertha (1874–1954), deutsche Autorin von Hauswirtschafts- und Kochbüchern
- Dißmann, Robert (1878–1926), deutscher Gewerkschaftsfunktionär, Politiker (SPD, USPD), MdR
- Disston, Horace (1906–1982), US-amerikanischer Hockeyspieler
- Dissy, deutscher Rapper
- Dissziplin (* 1985), deutscher Rapper

### Dist
- Distance, japanischer Mangaka
- DiStanislao, Steve (* 1963), US-amerikanischer Musiker, Sänger, Song Writer und Produzent
- Distate, Michael (* 1989), belgischer Eishockeyspieler
- Distave, Auguste (1887–1947), belgischer Kunstlehrer und Graphiker
- Distel, Anne (* 1947), französische Kunsthistorikerin und Kuratorin
- Distel, Barbara (* 1943), deutsche Kuratorin und Publizistin
- Distel, Herbert (* 1942), Schweizer Objekt- und Video-Künstler
- Distel, Hermann (1875–1945), deutscher Architekt
- Distel, Sacha (1933–2004), französischer ChansonnierSacha Distel (1933–2004)

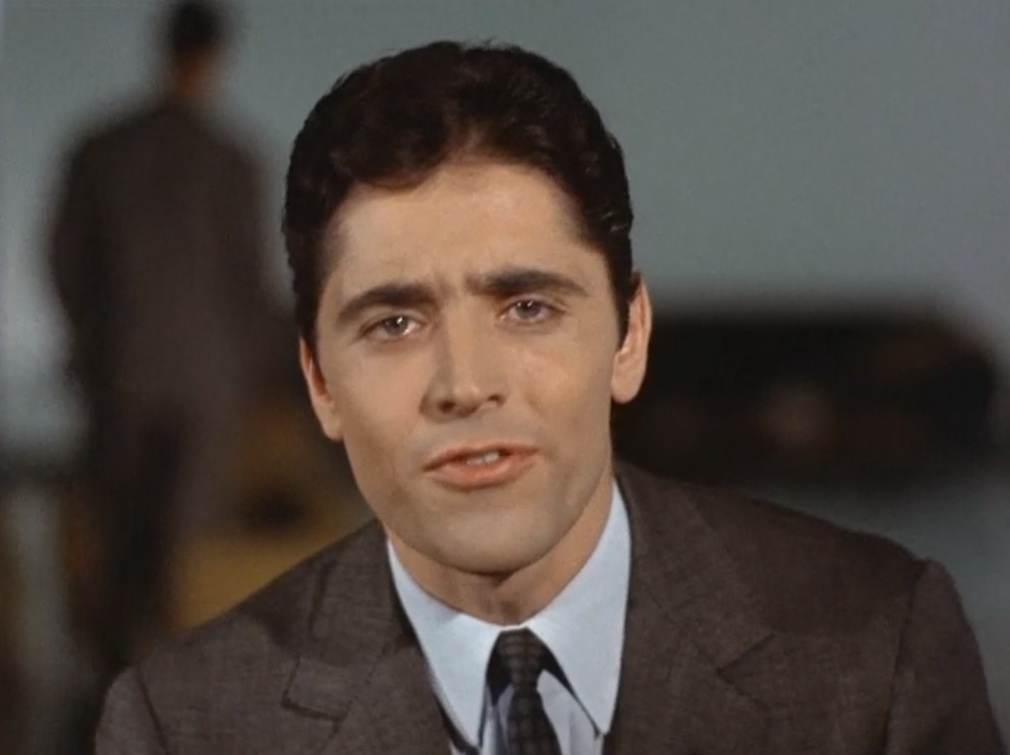
Sacha Distel (1933–2004)

- Distel, Theodor (1849–1912), deutscher Jurist und Archivar
- Distel-Bonnet, Céline (* 1987), französische Leichtathletin
- Distelbarth, Frank (1928–2012), deutscher Verleger
- Distelbarth, Friedrich (1768–1836), deutscher Bildhauer
- Distelbarth, Paul (1879–1963), deutscher Pazifist und Zeitungsverleger
- Distelberger, Dominik (* 1990), österreichischer Leichtathlet
- Distelberger, Rudolf (1937–2011), österreichischer Kunsthistoriker
- Distelhorst, Lars (* 1972), deutscher Sozialwissenschaftler
- Distelhut, Paul (1914–2002), deutscher Kommunalpolitiker (SPD)
- Distelhut, Ursula (1947–1995), deutsche Politikerin (SPD), MdL
- Disteli, Martin (1802–1844), Schweizer Maler
- Distelmaier-Haas, Doris (* 1943), deutsche Schriftstellerin und Künstlerin
- Distelmans, Steffi (* 1993), belgische Tennisspielerin
- Distelmeier, Olaf (* 1958), deutscher Fußballspieler
- Distelmeyer, Christian (1552–1612), Kanzler der Mark Brandenburg (1588–1598)
- Distelmeyer, Jan (* 1969), deutscher Filmforscher- und Kritiker
- Distelmeyer, Jochen (* 1967), deutscher PopmusikerJochen Distelmeyer (* 1967)

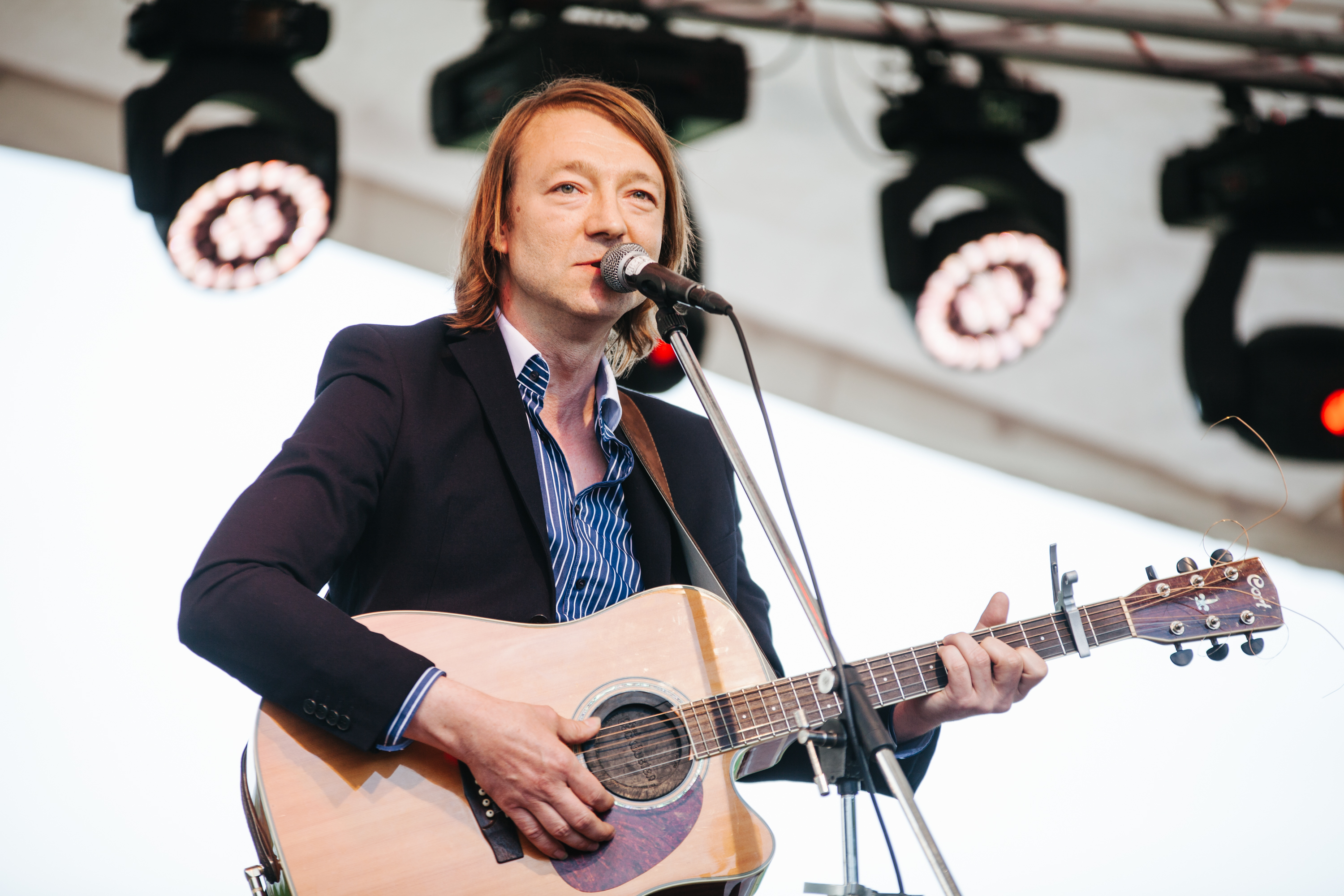
Jochen Distelmeyer (* 1967)

- Distelmeyer, Lampert (1522–1588), deutscher Jurist und Kanzler der Mark Brandenburg
- Dister, Emil (* 1949), deutscher Biologe und Geograph
- Disterer, Georg (* 1957), deutscher Informatiker, Professor für Wirtschaftsinformatik
- Disterheft, Brandi (* 1980), kanadische Jazzmusikerin
- Disterheft, Michael (1921–2005), russlanddeutscher Maler und Grafiker
- Distilo, Domenico (* 1978), italienischer Regisseur und Drehbuchautor
- Distin, Lamara (* 2000), jamaikanische Hochspringerin
- Distin, Sylvain (* 1977), französischer Fußballspieler
- Distler, Armin (1935–2025), deutscher Mediziner für Innere Medizin, Angiologie, Nephrologie und Kardiologie
- Distler, Hubert (1919–2004), deutscher Maler und Grafiker
- Distler, Hugo, österreichischer Eiskunstläufer
- Distler, Hugo (1908–1942), deutscher Komponist und evangelischer KirchenmusikerHugo Distler (1908–1942)

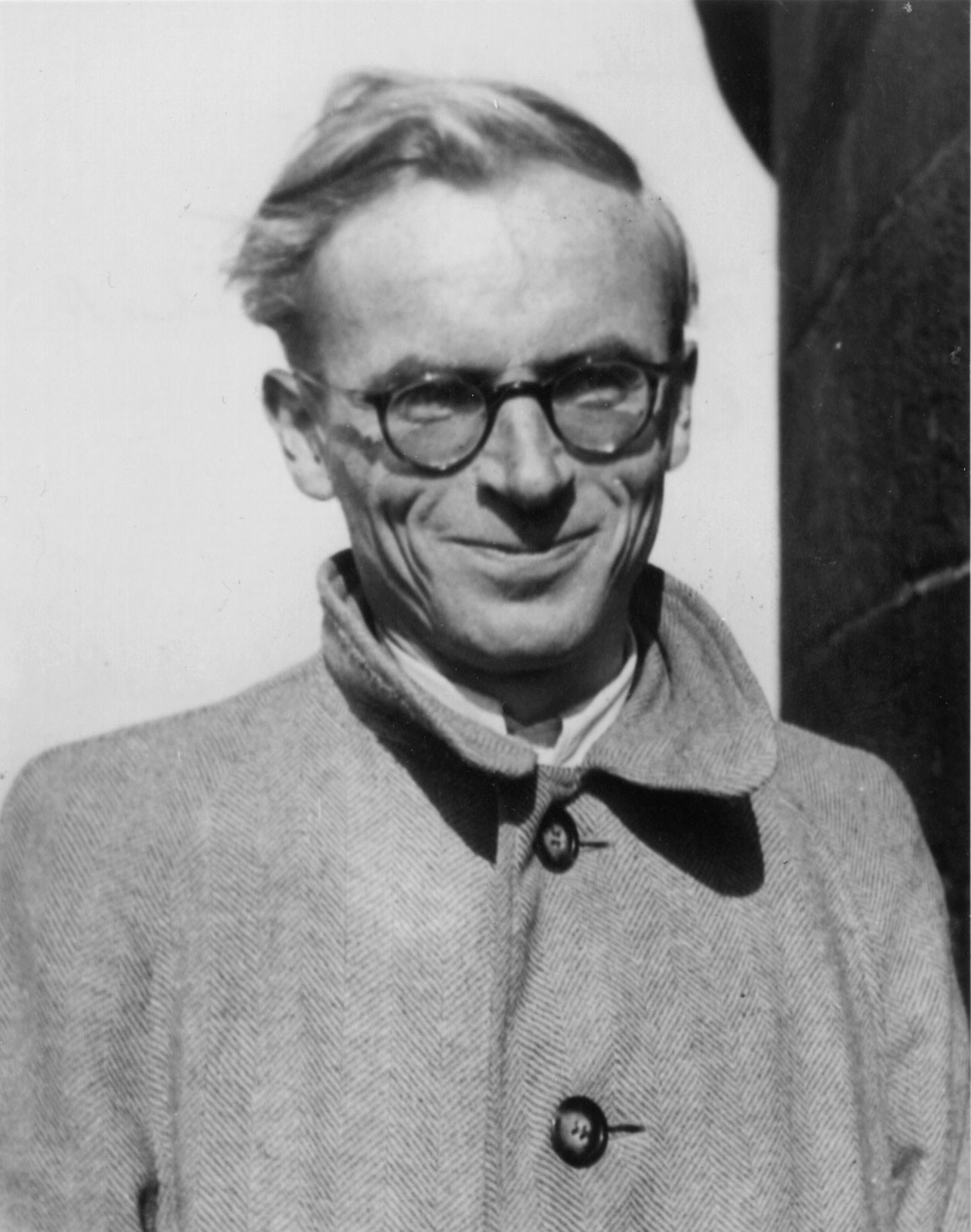
Hugo Distler (1908–1942)

- Distler, Jacques (* 1961), kanadischer theoretischer Physiker
- Distler, Johann Georg (1765–1799), österreichischer Geiger und Komponist
- Distler, Jürgen (1971–2014), deutscher rechtsextremer Politiker (Republikaner, NPD) und Verleger
- Distler, Richard (* 1946), deutscher Geistlicher und Liedertexter
- Distler, Rudolf (* 1946), deutscher Maler
- Distler, Wolfgang (1945–2014), deutscher Gynäkologe

### Disu
- Disu, Adiat (* 1987), nigerianisch-US-amerikanische Medien-Unternehmerin

### Disy
- Disy, Henri (1913–1989), belgischer Wasserballspieler

### Disz
- Disztl, Péter (* 1960), ungarischer Fußballtorwart